# Niedermorschwihr
Niedermorschwihr – miejscowość i gmina we Francji, w regionie Grand Est, w departamencie Górny Ren.
Według danych na rok 1990 gminę zamieszkiwało 609 osób, 182 os./km².